# Карабас (Теректинский район)
Карабас (каз. Қарабас) — упразднённое село в Теректинском районе Западно-Казахстанской области Казахстана. Упразднено в 2020 г. Входило в состав Шагатайского сельского округа. Код КАТО — 276273200.

## Население
В 1999 году население села составляло 369 человек (188 мужчин и 181 женщина). По данным переписи 2009 года, в селе проживали 242 человека (129 мужчин и 113 женщин).